# Cheiracanthium fibrosum
Cheiracanthium fibrosum är en spindelart som beskrevs av Zhang, Hu och Zhu 1994. Cheiracanthium fibrosum ingår i släktet Cheiracanthium och familjen sporrspindlar. Inga underarter finns listade i Catalogue of Life.